# Taketoyo
Taketoyo (武豊町, Taketoyo-chō) est un bourg du district de Chita, dans la préfecture d'Aichi, au Japon.

## Géographie

### Situation
Taketoyo est situé dans le nord-est de la péninsule de Chita et est bordé au sud-est par la baie de Mikawa.

### Municipalités limitrophes
| Tokoname | Handa    | Handa          |
| Tokoname | Taketoyo | baie de Mikawa |
| Tokoname | Mihama   | baie de Mikawa |

### Démographie
Au 1er juin 2016, la population de Taketoyo s'élevait à 42 555 habitants répartis sur une superficie de 25,92 km2. En janvier 2025, la population était estimée à 41 862 habitants.

## Histoire
Le village de Taketoyo est créé suite mise en place du système de municipalités modernes le 1er octobre 1889. Taketoyo obtient le statut de bourg le 15 février 1891.
Un décret impérial de juillet 1899 désigne Taketoyo comme port ouvert au commerce avec les États-Unis et le Royaume-Uni.
Le 5 octobre 1954, le village voisin de Fuki est intégré à Taketoyo.

## Transports
Taketoyo est desservi par la ligne Taketoyo de la JR Central (gare de Taketoyo) et les lignes Kōwa et Chita de la Meitetsu (gare de Fuki).
Taketoyo possède un port.